# 린 마리 스튜어트
린 마리 스튜어트(Lynne Marie Stewart, 1946년 12월 14일 ~ 2025년 2월 21일)는 미국의 배우 및 성우이다.

## 생애
린 마리 스튜어트는 1946년 12월 14일 캘리포니아주 로스앤젤레스에서 태어났다. 린 마리 스튜어트는 1970년대에 The Groundlings의 멤버였고 그곳에서 폴 루벤스와 필 하트먼을 만났다. 퍼펫 랜드(Puppet Land)에서 가장 아름다운 여자 미스 이본(Miss. Yvonne) 역으로 열연했다. 그녀는 1981년 무대 공연 '피위 허먼 쇼'에서 이 역할을 시작했고, CBS 텔레비전 쇼 '피위의 플레이하우스', 2010년 로스앤젤레스 무대 리바이벌, 2010년 11월 스티븐 손드하임 극장에서 개막한 브로드웨이 공연에서도 이 역할을 이어갔다. 린 마리 스튜어트는 2025년 2월 21일에 78세의 나이로 사망했다.

## 출연 작품
- 힉키 (2017년)
- 꼬마 물고기 이자벨: 바다 대모험 (2016, Izzie's Way Home) - 목소리
- 내 여자친구의 결혼식 (2011년) - 릴리언스 맘 역
- 웨어 데얼즈 어 윌 (2006년)
- 신나는 동물농장 (2006) - 목소리
- 렌트 컨트롤 (2002년)
- 이너프 (2002년)
- 실리콘 밸리의 신화 (1999년)
- 귀네비어 (1999년)
- 내 이름은 던스턴 (1996년)
- 긴급 명령 (1994년)
- 더블 폴리스 (1992년)
- 마지막 탄환 (1991년)
- Elvira, Mistress of the Dark (1988)
- 런닝맨 (1987년)
- 위기의 암호명 (1986년)
- 팬더모니엄(영어판) (1982년)
- 병원광 시대 (1982년)
- 크랙킹 업 (1977년)
- 로즈 가든 (1977년)
- 청춘 낙서 (1973년)

### 텔레비전
- 매시 (1975-77)
- 레밍턴 스틸 (1983-85)
- 슈퍼맨 - 88년 만화영화 시리즈 (1988) - 제시카 역 (목소리)
- 필라델피아는 언제나 맑음 (2005-23)